# NGC 320
 NGC 320 là một thiên hà xoắn ốc trong chòm sao Kình Ngư. Nó được phát hiện lần đầu tiên vào năm 1886 bởi Francis Leavenworth.